# Polleniopsis fulviventris
Polleniopsis fulviventris är en tvåvingeart som beskrevs av Hiromu Kurahashi 1972. Polleniopsis fulviventris ingår i släktet Polleniopsis och familjen spyflugor. Inga underarter finns listade i Catalogue of Life.